# 田広明
田 広明（でん こうめい、? - 紀元前71年）は、前漢の人。字は子公。京兆尹鄭県の人。御史大夫となった。

## 略歴
郎から天水司馬・河南都尉と昇進し、殺伐とした統治を行った。武帝時代の末期、盗賊が各地で頻発するようになると、淮陽太守となった。征和3年（紀元前90年）、元の城父県令の公孫勇、および客の胡倩が皇帝の使者を詐称して反乱しようとすると、田広明は胡倩の偽りを見抜いて捕縛し、公孫勇も圉県の役人の魏不害・江徳・蘇昌らによって捕らえられた。
田広明は征和4年（紀元前89年）に大鴻臚に昇進し、兄の田雲中が代わりに淮陽太守となった。
昭帝の始元4年（紀元前83年）、田広明は益州の西南夷の反乱を撃った。田広明は関内侯を賜り、同年に衛尉に異動した。元鳳元年（紀元前80年）に武都の氐が反乱を起こすと、執金吾馬適建・龍頟侯韓増、および田広明が刑徒を率いて鎮圧した。
元鳳3年（紀元前78年）に左馮翊に遷り、有能であると評された。元平元年（紀元前74年）、宣帝が即位した後、御史大夫蔡義が丞相になると、田広明が御史大夫に昇進し、宣帝を擁立した功績で列侯（昌水侯）に封じられた。
本始2年（紀元前72年）、匈奴を討つために15万騎が動員されると、御史大夫田広明は祁連将軍となり他の四将軍と共に出兵した。受降城に入ると、死亡した受降都尉の未亡人を召し出して姦淫した上、軍は約束の期日に間に合わず軍を退いた。そのため、本始3年（紀元前71年）になり太僕杜延年の問責を受け、田広明は自殺した。